# Светско првенство у скијашким летовима 1973.
2. Светско првенство у скијашким летовима 1973. одржано је на скакаоници „Хајни Клопфер” у Оберстдорфу Западној Немачкој (данас Немачка) од 8. до 11. марта. Од ове године до 1985. светска првенства одржавана су у непарним годинама. 
Након доделе организације светског првенства у Оберстдорфу скакаоница је потпуно обновљена.  Скок продужен на К-165 а део торња замењен је бетонском конструкцијом. Рекорд скакаонице од 150 метара поставио је норвешки скакач Ларс Алегрини 11. фебруара 1967. године,

## Такмичење
Такмичење се требало осдржати у 4 серије, 2 у суботи и 2 у недељу (8 и 9 су били дани за тренинг). Међутим, ветар је као и на прошло пренству на Планици учинио своје па је такмичење поново завршило са 2 серије првог дана.
Најбољи је био  Источни Немац Ханс-Георг Ашенбах, испред Швајцараца Валтера Штајнера и трећепласираног Карела Кодејшке из Чехословачке.
| П   | Име                | Земља           | Скок 1 | Скок 2 | Бодови |
| --- | ------------------ | --------------- | ------ | ------ | ------ |
|     | Ханс-Георг Ашенбах | Источна Немачка | 157    | 152    | 418,5  |
|     | Валтер Штајнер     | Швајцарска      | 156    | 162    | 418    |
|     | Карел Кодејшка     | Чехословачка    | 154    | 154    | 410    |
| 04. | Дитрих Кампф       | Источна Немачка | 151,0  | 155,0  | 406,5  |
| 05. | Рудолф Хенл        | Чехословачка    | 144,0  | 155,0  | 394,0  |
| 06. | Јуриј Калинин      | СССР            | 146,0  | 139,0  | 393,0  |
| 07. | Леош Шкода         | Чехословачка    | 152,0  | 155,0  | 384,5  |
| 08. | Хисајноши Савада   | Јапан           | 159,0  | 119,0  | 381,0  |
| 09. | Валтер Швабл       | Аустрија        | 151,0  | 125,0  | 376,0  |
| 10. | Питер Вилсон       | Канада          | 141,0  | 127,0  | 364,0  |
| 11. | Рајнолд Бахлер     | Аустрија        | 140,0  | 126,0  | 363,0  |
| 11. | Хајнц Возипиво     | Источна Немачка | 148,0  | 140,0  | 363,0  |
| 13. | Јохен Данеберг     | Источна Немачка | 141,0  | 132,0  | 360,5  |
| 14. | Олд Грете          | Норвешка        | 131,0  | 132,0  | 359,0  |
| 14. | Маејан Месец       | СФРЈ            | 150,0  | 119,0  | 359,0  |
| 16. | Јохан сетре        | Норвешка        | 136,0  | 124,0  | 356,0  |
| 17. | Минору Вакаса      | Јапан           | 130,0  | 137,0  | 347,5  |
| 18. | Масакацу           | Јапан           | 131,0  | 122,0  | 345,5  |
| 18. | Фритјоф Prydz      | Норвешка        | 122,0  | 131,0  | 345,5  |

|    | Држава          |   |   |   |   |
| -- | --------------- | - | - | - | - |
| 1. | Источна Немачка | 1 | 0 | 0 | 1 |
| 2. | Швајцарска      | 0 | 1 | 0 | 1 |
| 3. | Чехословачка    | 0 | 0 | 1 | 1 |
|    | Укупно (3)      | 1 | 1 | 1 | 3 |

|    | Држава          |   |   |   |   |
| -- | --------------- | - | - | - | - |
| 1. | Источна Немачка | 1 | 1 | 0 | 1 |
| 1. | Швајцарска      | 1 | 1 | 0 | 1 |
| 3. | Чехословачка    | 0 | 0 | 2 | 2 |
|    | Укупно (3)      | 2 | 2 | 2 | 6 |